# Bodor Böbe
Bodor Böbe (Bodor Erzsébet) (1968. május 30. –) magyar színésznő, rendező.

## Életpálya
1993-ban színészként diplomázott a Színművészeti Főiskolán, Iglódi István osztályában. Egy évadot a Budapesti Kamaraszínházban töltött. 1994-től a kaposvári Csiky Gergely Színház tagja volt. Jelenleg szabadfoglalkozású színművésznő. Vendégművészként játszott többek között a Vígszínházban, a budapesti Katona József Színházban, a Belvárosi Színházban, a nyíregyházi Móricz Zsigmond Színházban, az egri Gárdonyi Géza Színházban. Rendezéssel, művek színpadra alkalmazásával is foglalkozik.

## Fontosabb színházi szerepei
- Sakari Topelius:  Hamupipőke... Puppa, a törpe
- William Shakespeare: Szentivánéji álom... Babvirág
- William Shakespeare: Titus Andronicus... Lavinia
- Stanisław Ignacy Witkiewicz: Az anya... Angolnay Albertné
- Anton Pavlovics Csehov: Cseresznyéskert... Ánya
- Anton Pavlovics Csehov: Három nővér... Natalja Ivanovna (Katona József Színház)
- Anton Pavlovics Csehov: Platonov... Vojnyiceva
- Móricz Zsigmond: Nem élhetek muzsikaszó nélkül... Biri
- Molière Don Juan... Donna Elvira
- Carlo Goldoni: Mirandolina... Mirandolina
- Witold Gombrowicz: Operett... Albertinka mamája
- Georges Feydeau: Bolha a fülbe... Raymonde Chandebise
- James Matthew Barrie: Pán Péter... Pán Péter
- Thomas Bernhard: A színházcsináló... Sarah
- Federico García Lorca: Yerma... II. mosónő
- Ramón del Valle-Inclán: A sárkány feje... Bolond
- Carlo Collodi - Litvai Nelli: Pinokkió... Pinokkió
- Molnár Ferenc: Az üvegcipő... Házmesterné
- Bródy Sándor: A tanítónő... Tóth Flóra
- Jean Genet: Cselédek... Solange
- Bezerédi Zoltán - Fjodor Mihajlovics Dosztojevszkij: Bűn és bűnhődés... Nasztaszja, cselédlány
- Tennessee Williams A vágy villamosa... Ápolónő
- Suda Balázs Róbert - Varga Bálint - Galambos Attila: Covershow - musical... Vivienne Westwood (Belvárosi Színház)
- David Eldridge: Az ünnep... Mette
- Tracy Letts: Augusztus Oklahomában... Johnna Monevata
- Caryl Churchill: Hetedik mennyország... (Felolvasószínház - K. V. Társulat)
- Joseph Stein - Jerry Block - Sheldon Harnick: Hegedűs a háztetőn... Nő II.
- Horace McCoy: A lovak lelövik, ugye?... Ápolónő
- Arthur Miller: Istenítélet (Salemi boszorkányok)... Tituba (Csiky Gergely Színház, Kaposvár)
- Arthur Miller: Istenítélet (Salemi boszorkányok)... Mrs Cheever ( Vígszínház)

## Filmek, tv
- Itt a földön is (1994)... Utas
- Új faj (2001)... Nő
- Herminamező - Szellemjárás (2006)... anya; Schwartz Hajnalka
- Vaksötét (2016)

## Rendezéseiből
- Elvira és Petúnia (Művészetek és Irodalom Háza)
- Az utolsó tűz (Das letzte Feuer) (Merlin Színház)
- Bolond vasárnap (Eötvös10 Közösségi és Kulturális Színtér)
- Robin Hood (Gózon Gyula Kamaraszínház) (Szabad Ötletek Színháza)
- A fiú a tükörből (Spirit Színház)
- Pogánytánc (Csiky Gergely Színház)
- A négyszögletű kerek erdő (Csiky Gergely Színház)
- Repülési kísérlet (MU Színház)
- Hófehérke (Csiky Gergely Színház)
- Mirandolina (Gózon Gyula Kamaraszínház)
- Dark in the Night (Kolibri Pince)
- A szerelem angyala (SZINDBÁD) (Fészek Művészklub)
- Dácsa - a nagy szláv lélek időutazása (Fészek Művészklub)
- A vörös oroszlán (Vígszínház)
- Frida Kahlo (Bartók Kamaraszínház)
- Telihold  -a változás játéka-  (Fészek Művészklub)
- Portugál (Bartók Kamaraszínház)

## Forgatókönyvíróként
- Kritikus! (2006)

## Díjak, elismerések
- Latinovits-díj (1993)
- Szepes Mária-díj (2015)